# Сиротинская (станица)
Сиротинская — станица, административный центр Сиротинского сельского поселения в Иловлинском районе Волгоградской области России.
Станица расположена на правом берегу реки Дон при устье речки Волочилище. В непосредственной близости от станицы находятся природный парк «Донской» и государственный заказник «Задонский».
Сиротинская является одной из древнейших казачьих станиц на Дону. Благодаря своей богатой истории, живописному месторасположению, наличию в окрестностях уникальных природных достопримечательностей и историко-культурных объектов является популярным местом отдыха среди поклонников познавательного, экологического и сельского туризма.

## Физико-географическая характеристика
Географическое положение
Станица расположена на высоком правом берегу Дона, поблизости от плато Венцы, которое является самой высокой точкой области. Река в этом месте делает крутой поворот на северо-восток, образуя обширную пойму и заливное озеро Затон. В излучине напротив станицы расположен небольшой песчаный остров.
Рельеф
Окрестности станицы отличаются разнообразным рельефом с преимущественным преобладанием осадочных пород. Вдоль берега Дона расположены меловые утесы, создающие колоссальные обрывы, карнизы и каньоны. По своему геолого-геоморфологическому устройству они аналогичны меловым утесам Юрского побережья Ла-Манша (южная Англия), но превосходят их по высоте. Это самые высокие меловые горы в Европе, местами достигающие 250 метров в высоту. Наиболее примечателен участок меловых гор с местным названием Кобылья голова (или Красная гора) — геологический природы.

"Ландшафты "меловых гор"поражают воображение. Это колоссальные обрывы, карнизы и ниши над изумрудной зеленью поймы и сапфировой гладью широкой речной ленты".— http://welcomevolgograd.com/

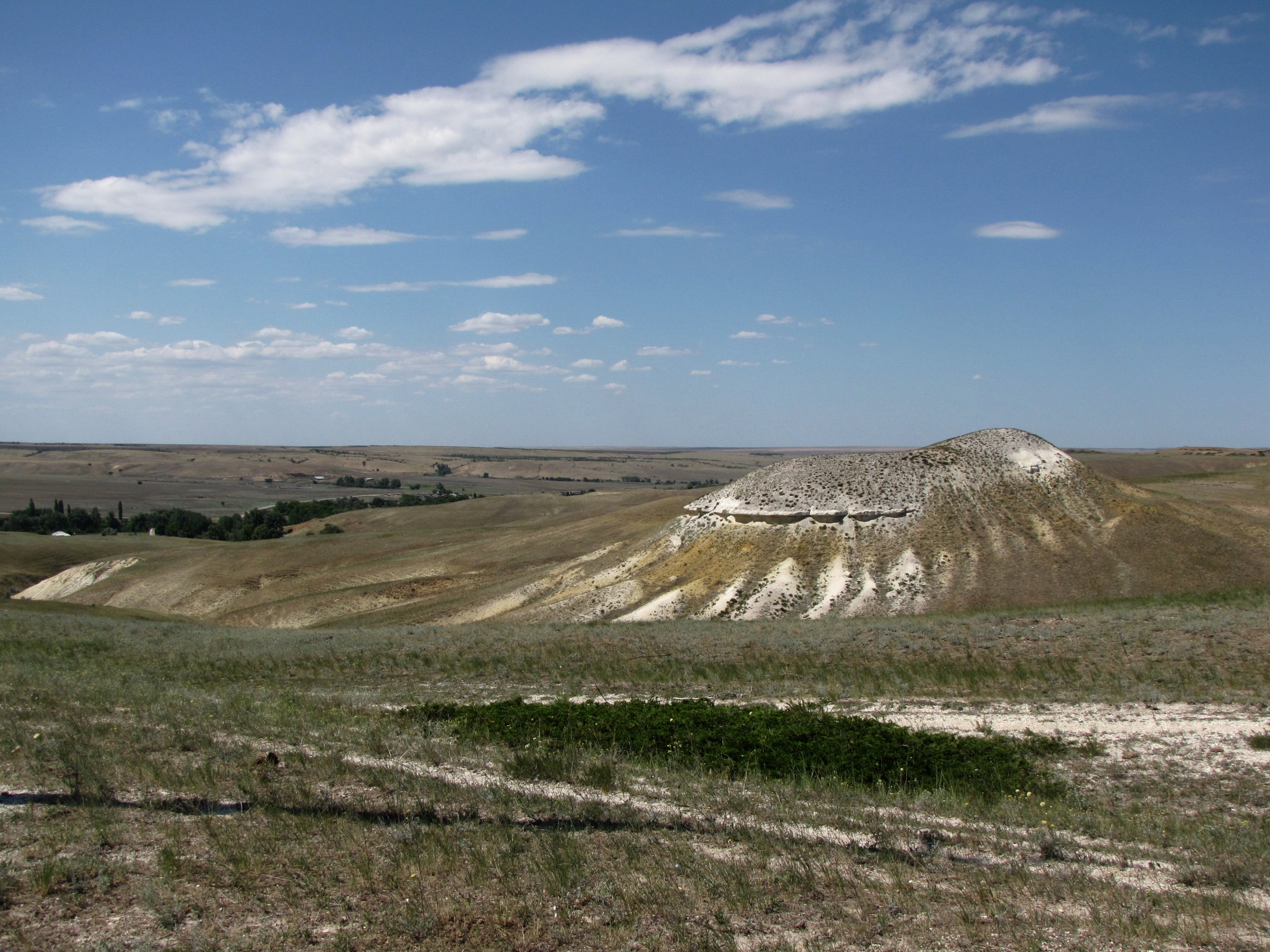
Меловые горы вблизи станицы Сиротинской

К северу от бывшего хутора Подгорский находятся выходы прочного серого сливного песчаника. Один из таких выходов имеет значительные размеры, и за внешнее сходство с головой льва был назван «Донским сфинксом». В 30 метрах от него расположен «Сфинкс-2», который напоминает птичью голову.
В районе бывшего хутора Задоно-Авиловского находится естественная пещера с кристаллическими отложениями гипса, которая, предположительно, образовалась за счет подвижки пластов ещё в ледниковый период. Особенности рельефа позволяют предположить наличие и других пещер в окрестностях станицы, что подтверждает специалист по донскому казачеству Е. П. Савельев, упоминавший о существовании фортификационных казачьих пещер в этих местах.
В окрестностях много лугов, в том числе заливных, а также земель сельскохозяйственного назначения. Почвы преимущественно каштановые, суглинистые, солончаковые и песчаные.
Водные ресурсы

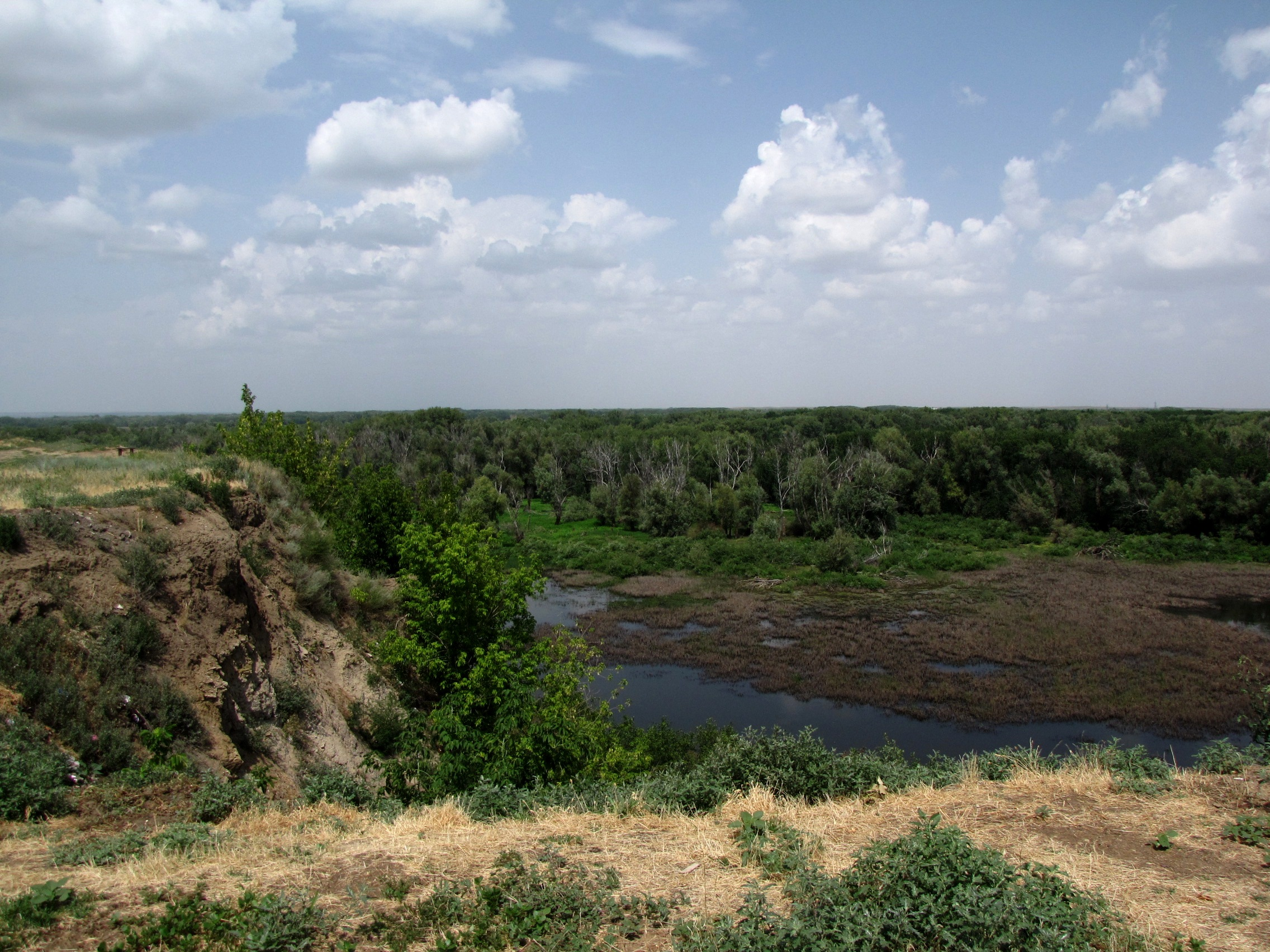
Озеро Затон

Станица расположена вдоль русла пересохшей в настоящее время реки Тележенки. Пойменные территории вдоль русла реки Дон во время половодья и паводков затопляются, образуя озеро Затон.
В окрестностях много речек, озёр и прудов, а также несколько родников.
Флора и фауна

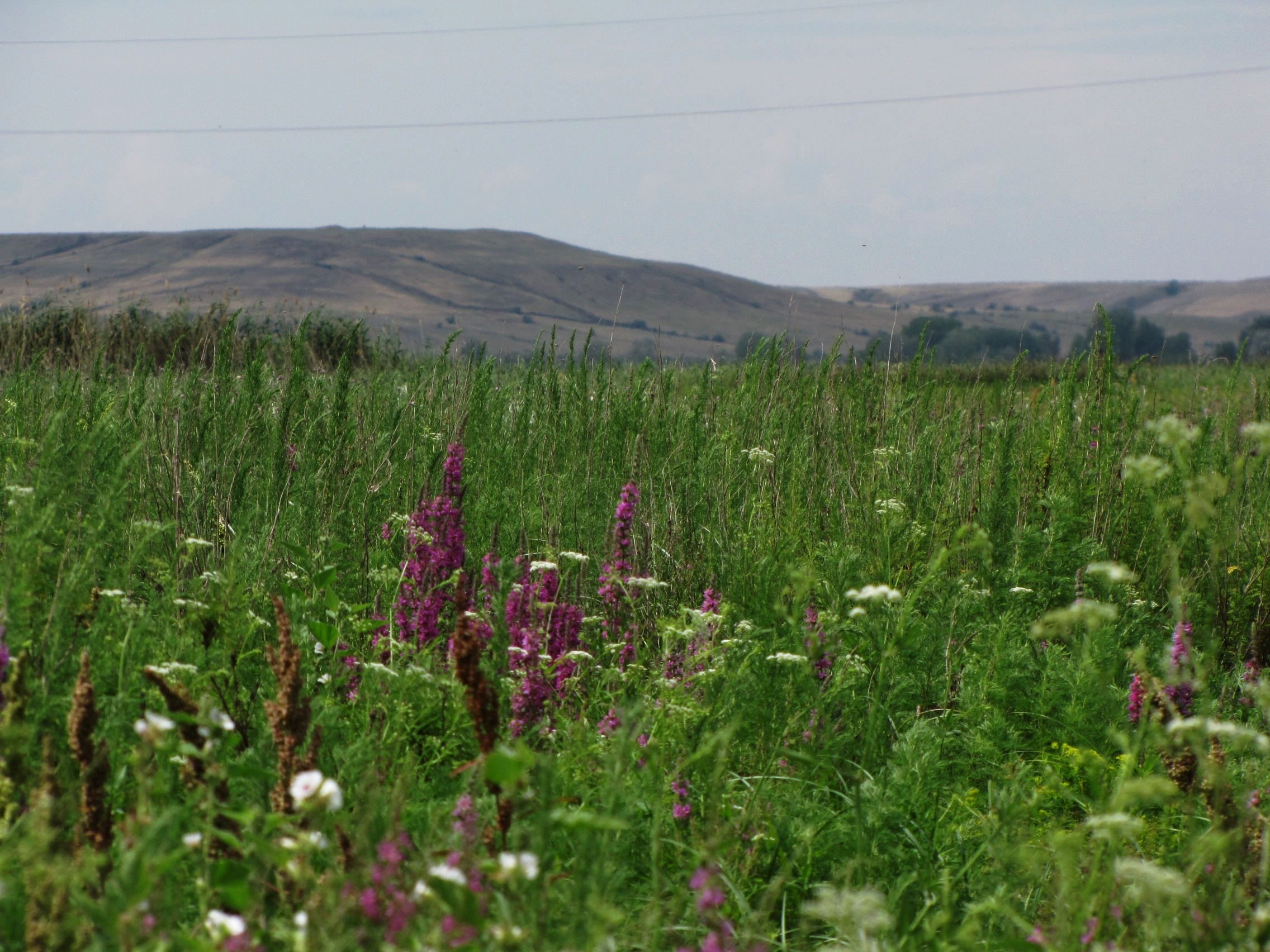
Донские луга вблизи станицы Сиротинской

Растительность в окрестностях станицы лугово-степная, есть высокотравные заливные луга, пойменные леса. Растительный мир отличается богатством и своеобразием. Близ хутора Хмелевского в 2008 году была обнаружена популяция эремуруса замечательного.
Разнообразие ландшафтов обуславливает большое количество видов животных, многие из которых находятся под угрозой исчезновения и занесены в Красную книгу России и/или Волгоградской области. Можно наблюдать выхухоль, дрофу, орлана-белохвоста, степного орла, стрепета, краснозобую казарку, филина и др. Встречаются барсуки, косули, кабаны, лоси, куницы, волки, лисы, зайцы, ондатры и т. д.

## История

### До возникновения казачества
Междуречье Дона и Волги, где максимально сближаются две крупнейшие водные артерии Европы, на протяжении тысячелетий было местом обитания различных народов и культур, поэтому в окрестностях Сиротинской станицы находится немало объектов археологического наследия — памятников курганного типа, а также грунтовых захоронений эпохи бронзы, раннего железного века и Средневековья (см. раздел «Достопримечательности и туризм»).

### Основание станицы
Время основания станицы точно неизвестно. В 1672 году на Дону, по сведениям, предоставленным Посольскому приказу войсковым атаманом Фролом Минаевым, было 48 казачьих городков, среди которых упоминаются Старый и Новый Сиротин. На карте заселения Донской земли казаками к концу XVI века отмечен один городок Сиротин.

### Легенда о Куликовской битве и Донской иконе Божией Матери

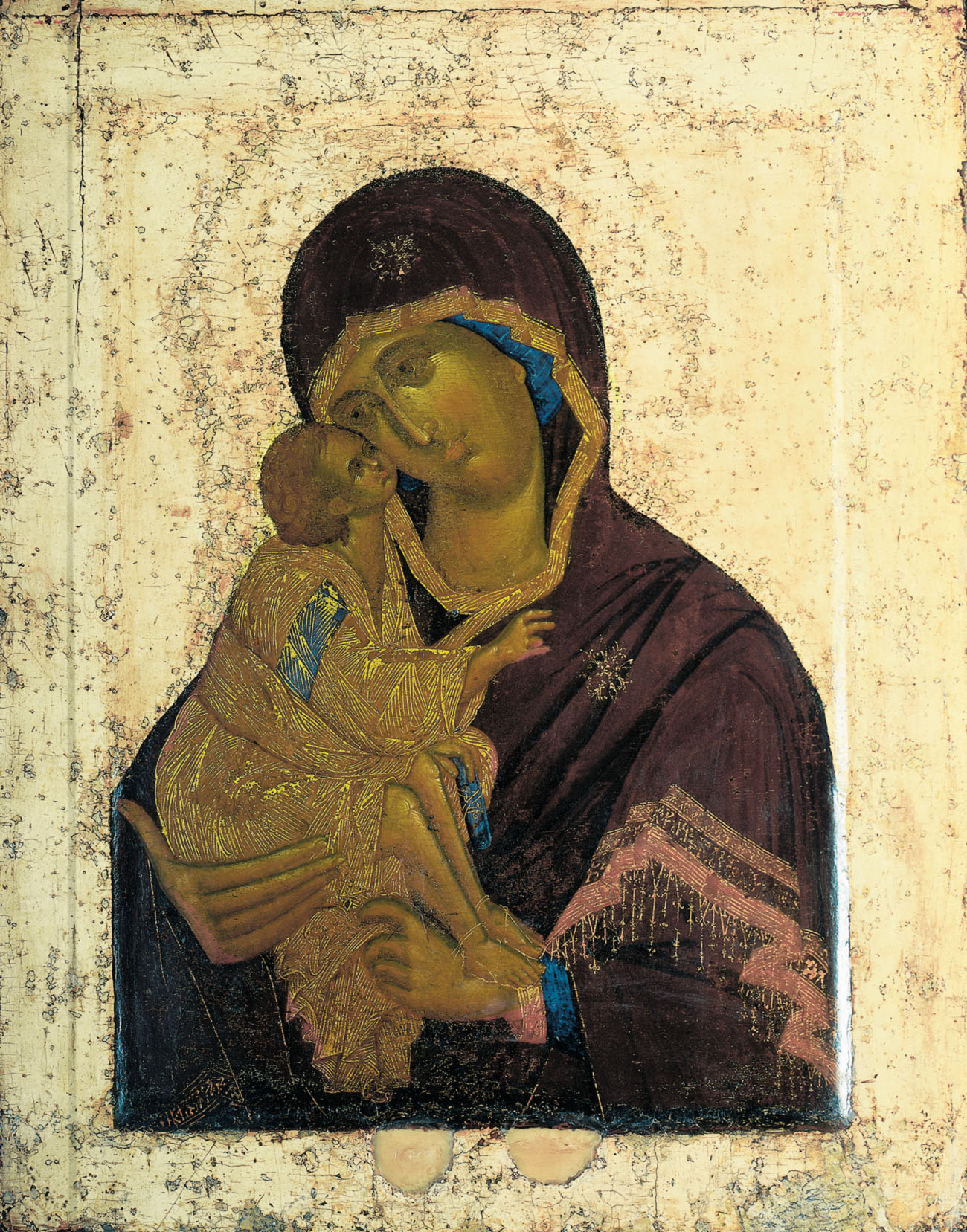
Донская икона Божией Матери

Однако согласно ряду источников, история станицы уходит корнями в ещё более отдаленное прошлое.
Легенда гласит, что ещё в 1380 году, возвращаясь после Куликовской битвы в Москву, московский князь Дмитрий Иванович побывал в казачьем городке Сиротине, где получил в дар бесценную реликвию, впоследствии ставшую одной из главных русских православных святынь:

«И когда благоверный Великий князь Дмитрий с победой в радости с Дону-реки, и тогда тамо, народ христианский, воинского чину живущий, зовомый казаций, в радости встретил его со святой иконой и с крестами, поздравил его с избавлением от супостатов агарянского языка и принес ему дары духовных сокровищ, уже имеющиеся у себя чудотворные иконы, во церквах своих. Вначале образ Пресвятой Богородицы Одигитрии, крепкой заступницы из Сиротина городка из церкви Благовещения Пресвятой Богородицы».— "Гребневская летопись или повествование об образе чудотворном Пресвятой Владычицы и Приснодевы Марии", составлена в 1471 г.
Более поздние интерпретации легенды утверждают, что казаки с иконой прибыли в стан московского князя Дмитрия накануне Куликовской битвы, чтобы оказать ему помощь в сражении с татарами. На протяжении всей битвы икона находилась в стане русских войск и её заступничеству была приписана одержанная победа. Эта версия легенды зафиксирована во вкладной книге Донского монастыря, составленной в 1692 году:

«Того ради последи прославися образ Пресвятыя Богородицы Донския, зане к Великому князю Дмитрию Ивановичу донския казаки, уведав о пришествии благоверного вел. князя Дмитрия Ивановича в междуречье Дона и Непрядвы, вскоре в помощь православному воинству пришли бяше и сей Пречистыя Богоматери образ в дар благоверному вел. князю Дмитрию Ивановичу и всему православному воинству в сохранение, а на побеждение нечестивых агарян, вручеща»
— И. Е. Забелин «Историческое описание московского Донского монастыря», 1865
Как бы то ни было, после сражения казаки подарили князю Дмитрию иконы, и тот увез их в Москву. Сиротинская икона сегодня известна как Донская икона Божией Матери. Во времена Российской империи она являлась особо чтимой святыней, к которой, как к главной заступнице, обращались при возникновении опасности вражеского нашествия. С 1919 года икона хранится в Государственной Третьяковской галерее.
Списком иконы были пожалованы и казаки Сиротинской станицы. До Октябрьской революции ежегодно 19 августа (в день почитания Донской иконы Божией Матери) в станице проходил большой праздник с торжественным молебном и крестным ходом, а поклониться чудотворному образу приходили паломники со всей округи.

### Булавинское восстание 1707—1708 гг.
Ещё во время своего знаменитого похода вниз по Дону Пётр Первый восхищался красотой сиротинских пейзажей и количеством рыбы в Дону. Однако словесными восторгами молодой самодержец сиротинцев не подкупил — когда царский указ лишил казаков старинных вольностей, жители станицы примкнули к бунтовщикам. Сиротинцы активно поддержали Булавинское восстание, в окрестностях станицы развернулись ожесточенные сражения.
Где-то здесь, по преданию, какое-то время скрывался предводитель восстания Кондратий Булавин, о чём свидетельствует описание станицы конца XIX века:

«Из урочищ замечательны — балка Булавинская, находящаяся в 35 верстах от станицы; в ней, по преданию, скрывался Донской казак Кондратий Булавин;
при устье её находятся две огромных ямы и несколько малых, свидетельствующих о том, что здесь было жилье вольницы и это место называется „Булавинщина“;
вокруг одного из этих углублений находится земляной вал вышиною в 2 и шириною в 5 аршин;
в балке Булавинской разбойничали и после Булавина;
прежде в ней валялось много человеческих костей; предание указывает на клады в этой балке».— Сулин, И.М. Донские епархиальные ведомости. Краткое описание станиц области войска Донского. Станицы по Дону: Сиротинская станица, 1894 г.
В непосредственной близости от Сиротинской станицы 8—9 апреля 1708 года состоялось одно из крупнейших сражений Булавинского восстания:

«В 40 верстах от Кременского монастыря находилась станица Сиротинская, в юрте этой станицы одно время проживал Булавин с пятью тысячами бунтовщиков; в Сиротинском юрте в верховьях буерыка Голубинского и речки Лиски Булавин разбил войско Донского атамана Лукьяна Максимова».— Донские епархиальные ведомости, 1913 г., №32

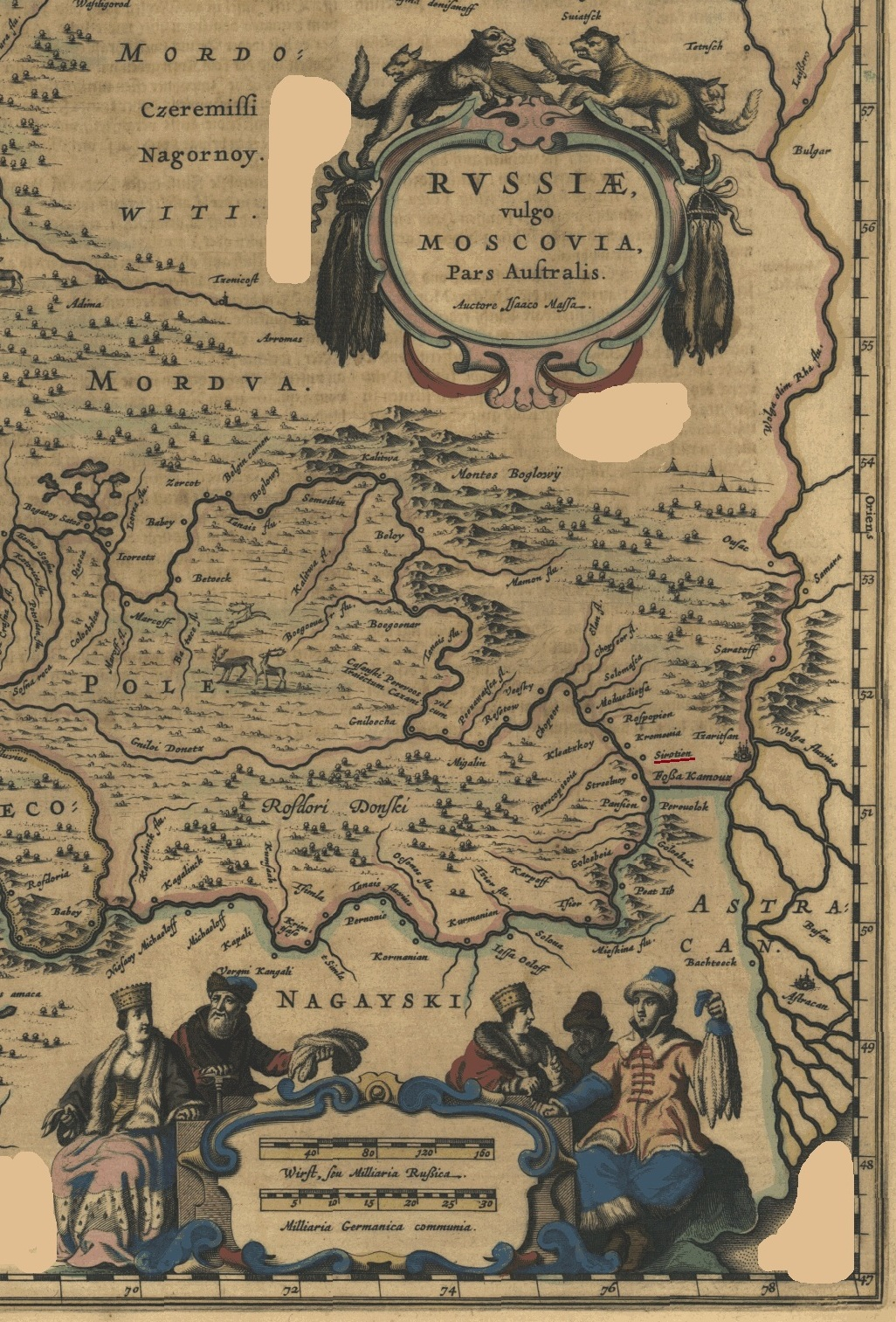
Сиротин на Карте Южной части Московии (по оригиналу Исаака Массы). Из атласа Блау, Амстердам, 1640-70 гг. (фрагмент)

Из донесения астраханского губернатора П. М. Апраксина Петру стало известно, что 13 мая 1708 года казаки из Сиротинского городка совместно с казаками других станиц, а также беглыми стрельцами и солдатами захватили город Дмитриевск, после чего осадили Саратов и взяли Царицын.
Страшную цену заплатили сиротинцы за то, что посмели пойти против царя. Разгневанный Петр, отправляя гвардии майора князя Василия Долгорукова во главе карательных отрядов на Дон, в своем письме повелел: «Ходить по тем городкам, которые пристают к воровству, и оные жечь без остатку, а людей рубить, а заводчиков на колеса и колья…». Долгоруков со всем возможным энтузиазмом взялся за исполнение царского приказа, и сполна отомстил непокорным казакам за смерть своего брата Юрия. Булавин был убит в Черкасске, городок Старый Сиротин стерт с лица земли — дома сожгли, а жителей сурово наказали в соответствии с приказом.

### XVIII—XIX вв.
Жестокость расправы и смерть Булавина заставили сиротинцев смириться. Жизнь постепенно возвращалась на круги своя, отстраивались дома, рождались дети. Возникла необходимость в постройке собственного храма.
Евангелие Петра I
В 1711 году жители станицы попросили у Москвы грамоту на постройку деревянной церкви. Петр, сменивший гнев на милость, не только дал разрешение на строительство, но и подарил казакам Сиротинского городка Евангелие, надпись на котором гласила:

1711 года Марта 1 дня пожаловалъ Великій Государь Царь и Великій князь Петръ Алексеевич, всея великія малыя и белыя русси Самодержецъ въ Сиротинскую станицу Евангелиемъ по челобитью той же станицы Феодора Захарова.
В настоящее время судьба этого подарка неизвестна.

### Успенская церковь (церковь святого Николая Чудотворца)
Вскоре была построена церковь во имя Успения Божией Матери, но в 1740 году она сгорела от удара молнии. В том же году казаком Семеном Игнатьевым была построена и пожертвована станице деревянная церковь святого Николая Чудотворца. Впоследствии она не раз подвергалась реконструкции, а в 1821-1824 гг. на средства казаков, участвовавших в Отечественной войне 1812 года под командованием атамана М. И. Платова, была отстроена в камне. Видимо, примерно в это время она тоже стала называться Успенской, в честь св. Николая был освящен один из её приделов.
Церковь эта, «белая», как её называли местные жители, с двумя приделами и колокольней, на всю округу славилась своей красотой. В Успенской церкви хранились самые главные реликвии станицы — список с Донской иконы Божией Матери, петровское Евангелие, священническое облачение из серебряной парчи, подаренное Екатериной Второй, иконы, религиозные книги XVII—XVIII веков, серебряные сосуды. Ив. Сулин почтительно говорит об этом храме: «Утварью церковь богата».

### Церковь святой великомученицы Варвары и Сиротинское девичье собрание

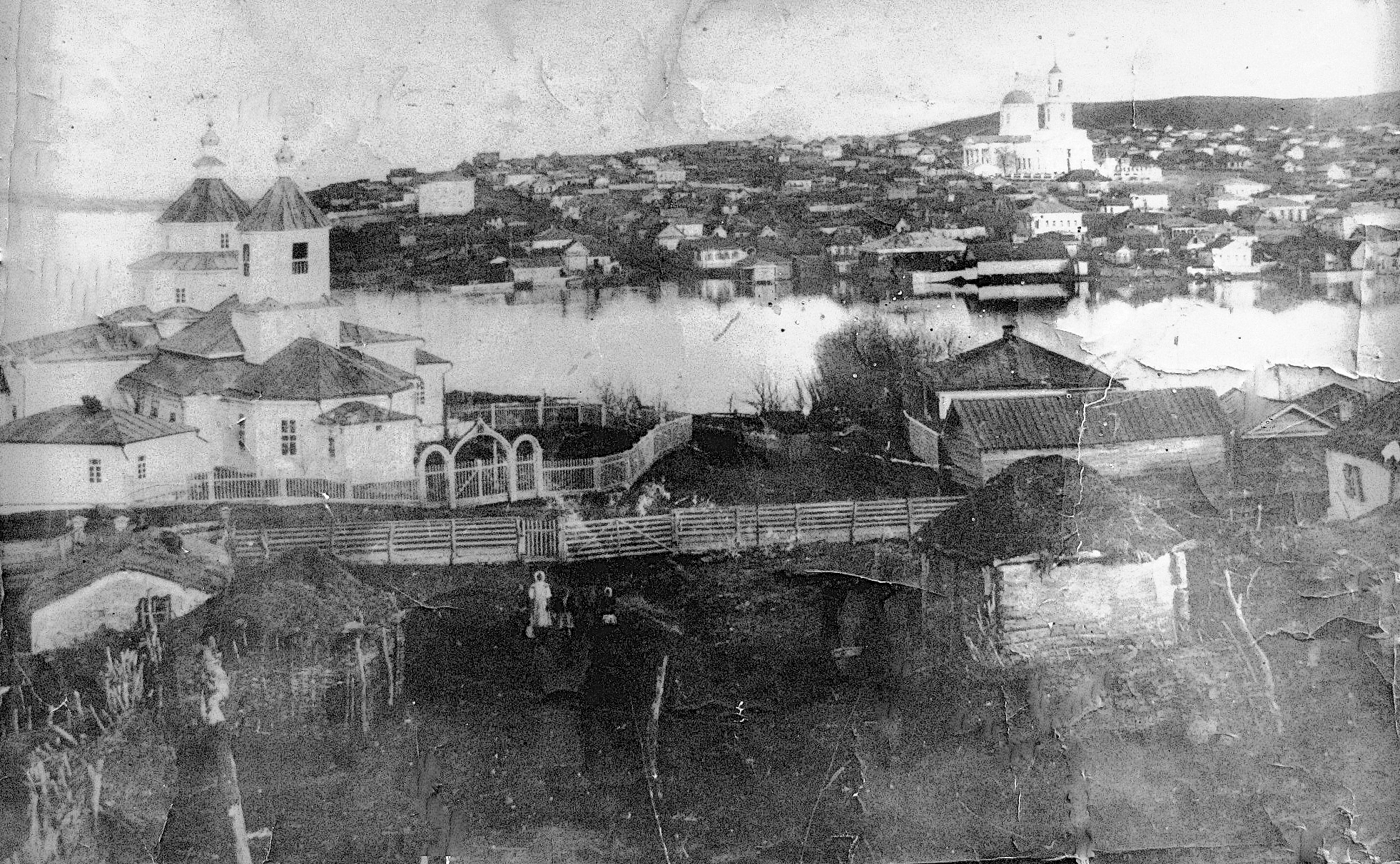
Вид на станицу Сиротинскую и её храмы; на переднем плане Варваринская церковь, предп. 1913 год

В 1749 году начались работы по восстановлению Успенской церкви, которая простояла до 1779 года, после чего была перенесена в верхнюю часть станицы, отстроена заново и освящена 16 октября 1781 года. Впоследствии к ней было пристроено 2 придела — великомученицы Варвары и Архангела Михаила, и спустя какое-то время церковь из Успенской стала «Варваринской».
Во второй половине XVIII века при ней служил известный донской миссионер, уроженец станицы Сиротинской, дьякон Василий Михайлов. В это время на Дону целые хутора и станицы стали «уходить в раскол», но усилиями Василия Михайлова Сиротинская станица оставалась единственным местом во Втором Донском округе, где старообрядцев не было вообще, тогда как в других количество раскольников исчислялось тысячами.

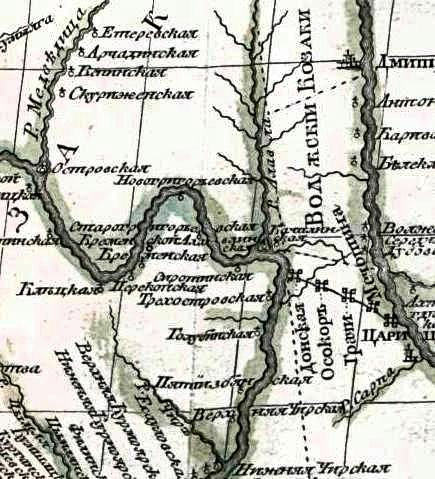
Сиротинская на карте Самуила Готлиба Гмелина, 1769 год

За борьбу с расколом дьякон был удостоен наградой Святейшего Синода, но долгую память благодарных потомков он заслужил другими своими делами. Василий Михайлов положил начало династии священнослужителей и стал основателем Сиротинского девичьего собрания, куда девушки, по тем или иным причинам не желающие выходить замуж, могли удалиться, чтобы провести свою жизнь в посте, молитвах и трудах, направленных на общественное благо. В конце XVIII века он внес большой вклад в устроение первой женской обители на Дону — Спасо-Преображенского Усть-Медведицкого женского монастыря (который до этого был мужским), а 40 девушек из Сиротинского собрания стали его первыми инокинями. На склоне дней своих Василий Михайлов ушёл в Свято-Вознесенский Кременской мужской монастырь, который расположен в живописном месте примерно в 30 километрах от Сиротинской вверх по течению Дона.
Достойным продолжателем его дела стали и другие священнослужители Варваринской церкви — благодаря усилиям священника Василия Лаврова в 1885 году церковь была отремонтирована, а в 1891 году для неё тоже был приобретен список Донской иконы Божией Матери.

### Сиротская пустынь в хуторе Подгорский
Когда была основана Сиротская пустынь Свято-Вознесенского Кременского мужского монастыря точно неизвестно. Располагалась она чуть ниже по течению Дона от станицы Сиротинской, в окрестностях бывшего хутора Подгорский, на противоположном от хутора склоне горы Кобылья голова.
Главный вход в пещеру, где были подземная церковь и алтарь, находился под выступом, который за внешнее сходство со знаменитыми египетскими статуями получил название «Донской сфинкс». Неподалёку от входа расположен «Белый колодец», вода которого почиталась местными казаками как святая, целебная.

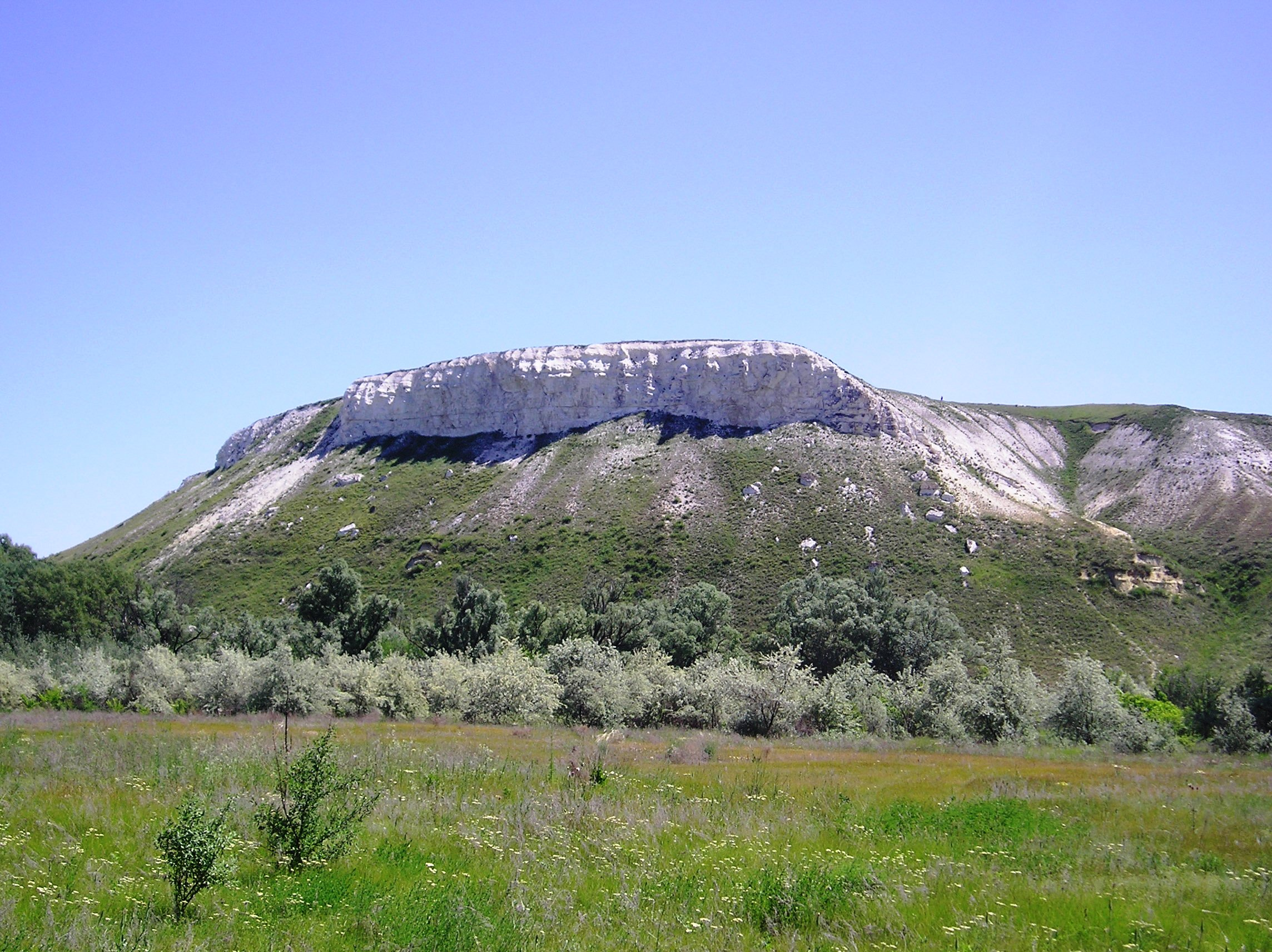
Гора Кобылья голова

Старожилы вспоминают, что монахи, обитавшие в скиту, оказывали помощь местным жителям, лечили, а во время Гражданской войны укрывали пострадавших и от «белых», и от «красных». Отшельники держали овец, выращивали овощи, рыбачили — тем и жили. Последующая судьба пустыни и её монахов полна загадок. Возможно, именно здесь после Великой Отечественной войны скрывался от гонений последний настоятель Кременского монастыря, архимандрит Пантелеимон, о котором до сих пор вспоминают как о великом подвижнике и постнике. Именно он унес из монастыря и сохранил его главную святыню — икону Августовской Божией Матери.
К сожалению, в настоящее время вход в подземелье перекрывает монолитная плита полутораметровой толщины. Впрочем, краеведы не оставляют надежды на то, что однажды он будет открыт, и пустынь наконец-то поведает все свои секреты.

### Конец XIX-нач. XX вв.
К началу XX века Сиротинская станица представляла собой одно из довольно крупных и динамично развивающихся казачьих поселений на Среднем Дону.

#### Население и инфраструктура

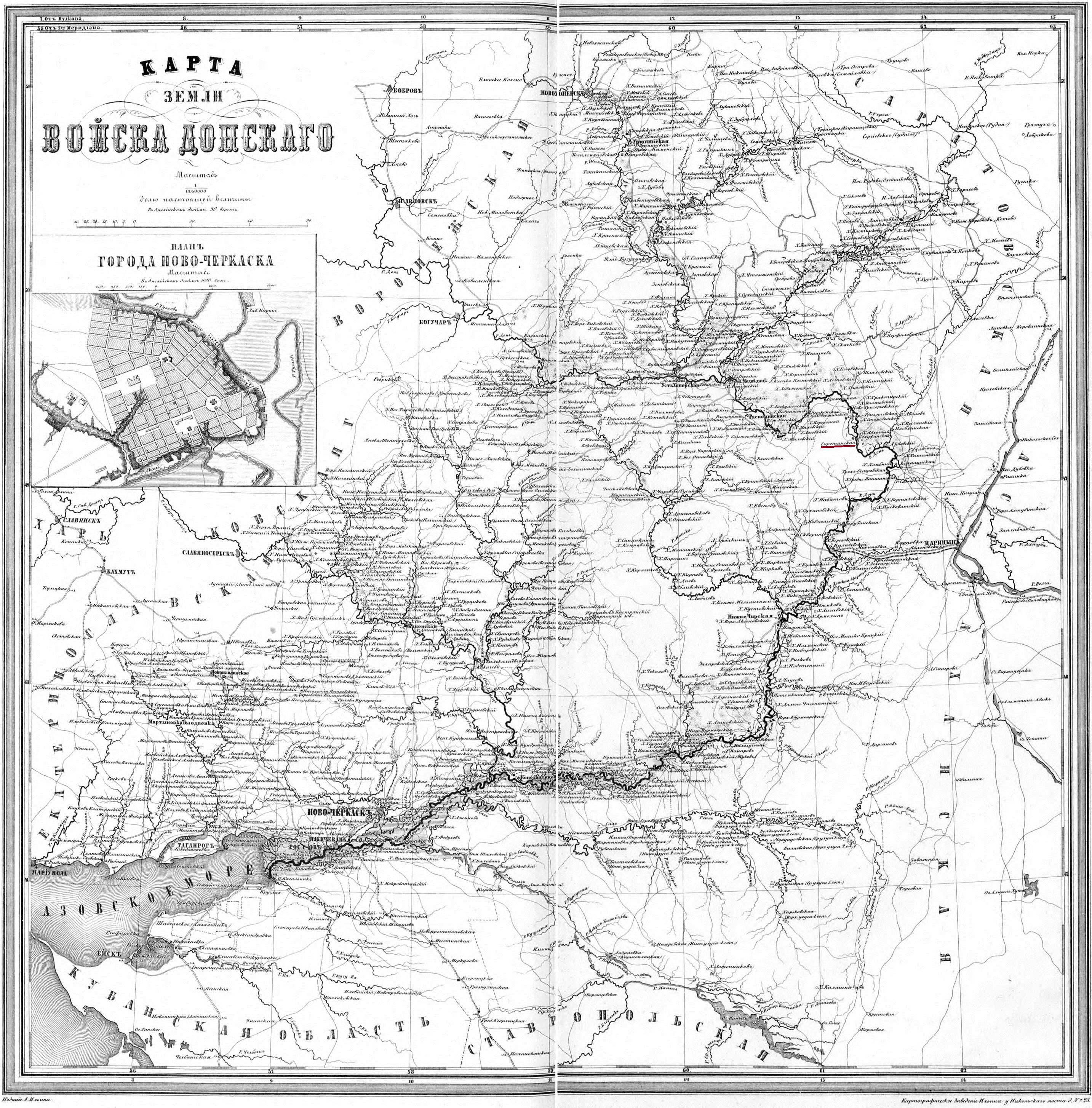
Сиротинская на карте Земли Войска Донского, 1871 год

Согласно переписи населения за 1873 год в станице проживало 1734 человека, а в станичных хуторах — 5676 человек. Общее население, таким образом, составляло 7410 человек.
В переписи 1873 года сохранились сведения о названиях и народонаселении 28 хуторов:
Белужинский, Калдоировский, Подгорский, Караицкий, Хмелевский, Зимовской, Дубовский, Шохинский, Ближне-Перекопский, Дальне-Перекопский, Осиновский, Муковнин, Верхне-Бузиновский, Нижне-Бузиновский, Ерицкий, Голубинский, Верхне-Камышинский, Косовнинский, Апришенский, Калиновский, Усть-Камышенский, Самарканский, Чумаков, Зубковский, Ближне-Венцовский, Оськин, Дальне-Венцовский, Куралесовский.

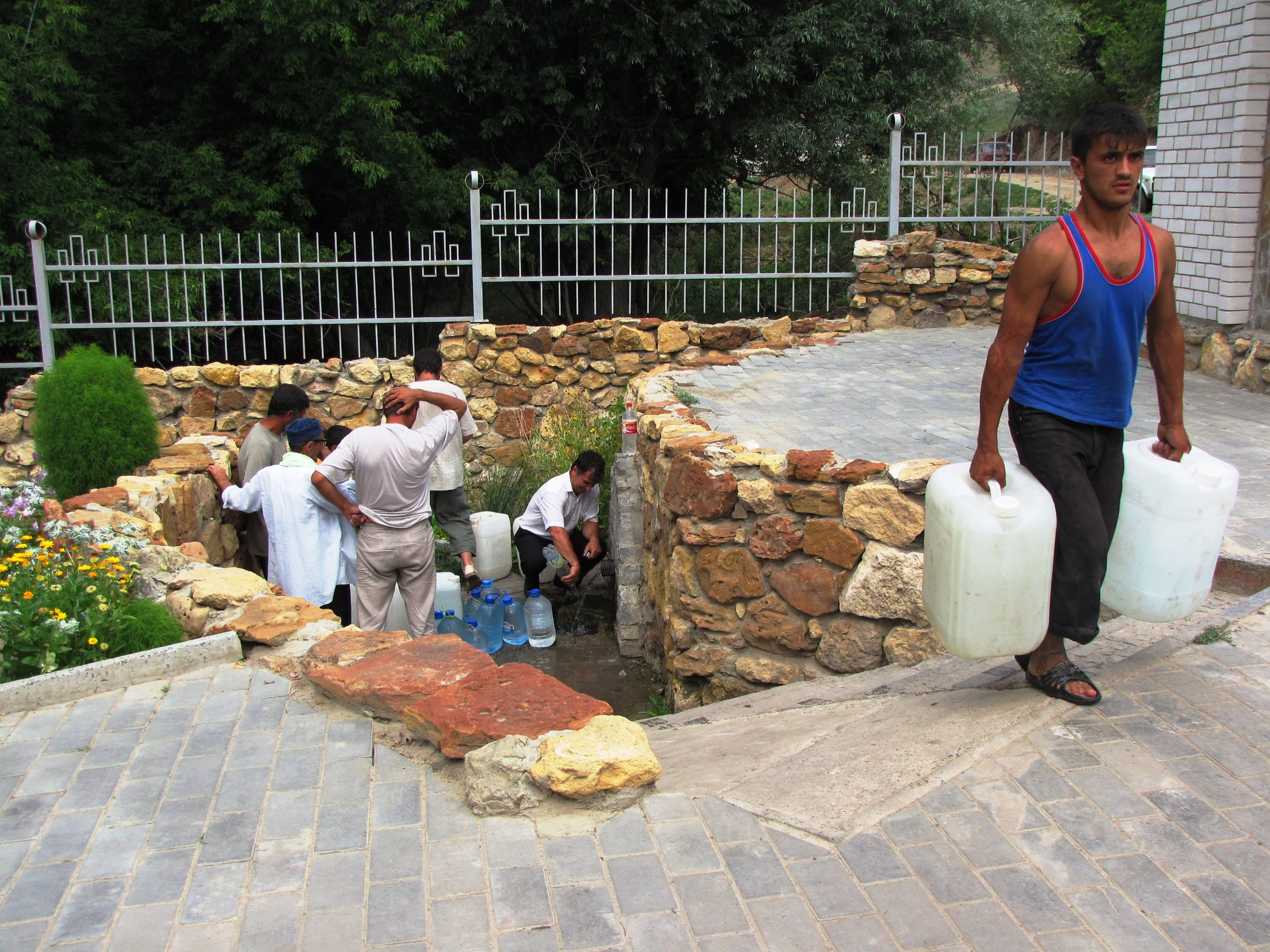
Источник в хуторе Камышинский

Самым густонаселенным на момент переписи был х. Верхне-Бузиновский (686 человек), самым маленьким — Апришенский (25 человек). Иностранцев не зафиксировано ни в станице, ни в хуторах.
По свидетельству П. С. Балуева в 1900 году к станице, население которой составляло больше 2 000 человек, принадлежало уже 34 хутора с общим населением около 8 000 человек.
До наших дней дошли сведения о хуторах Задоно-Авиловский, Хохлачев, Калачев, Липов, Теплинский, Самарин (возм. «Самарканский»), не упомянутых в переписи 1873 года.
Согласно «Алфавитному списку населенных мест области Войска Донского» в Сиротинской станице насчитывалось 353 двора, имелось своё кредитное товарищество, почтово-телеграфное отделение, потребительская лавка, медицинский и ветеринарный фельдшеры, а также 5 хлебных магазинов, 2 кирпичных и 4 гончарных завода, 3 маслобойни, 14 водяных и 31 ветряных мельниц.
К 1900 году в станице было 3 учебных заведения для детей (первая школа была открыта в 1862 году), в которых обучалось 109 мальчиков и 49 девочек.

#### Топонимика
Известно, что в начале XX века станица делилась на 4 части: «Городок», «Затележенка», «Бурдиновка» и «Непочетная слободка», причем последняя получила своё название якобы потому, что там поселилось несколько семейств молодых казаков, которых родители изгнали за «непочитание их». Логинов А. Н. пишет:

«В ст. Сиротинской существовала Непочетная слободка — часть поселения, где жили бедные казаки, отделившиеся от родителей для ведения самостоятельного хозяйства».— Логинов А.Н. Поселения донских казаков в XVI—XIX веках.
Сегодня её местонахождение неизвестно.

#### Гончарный промысел

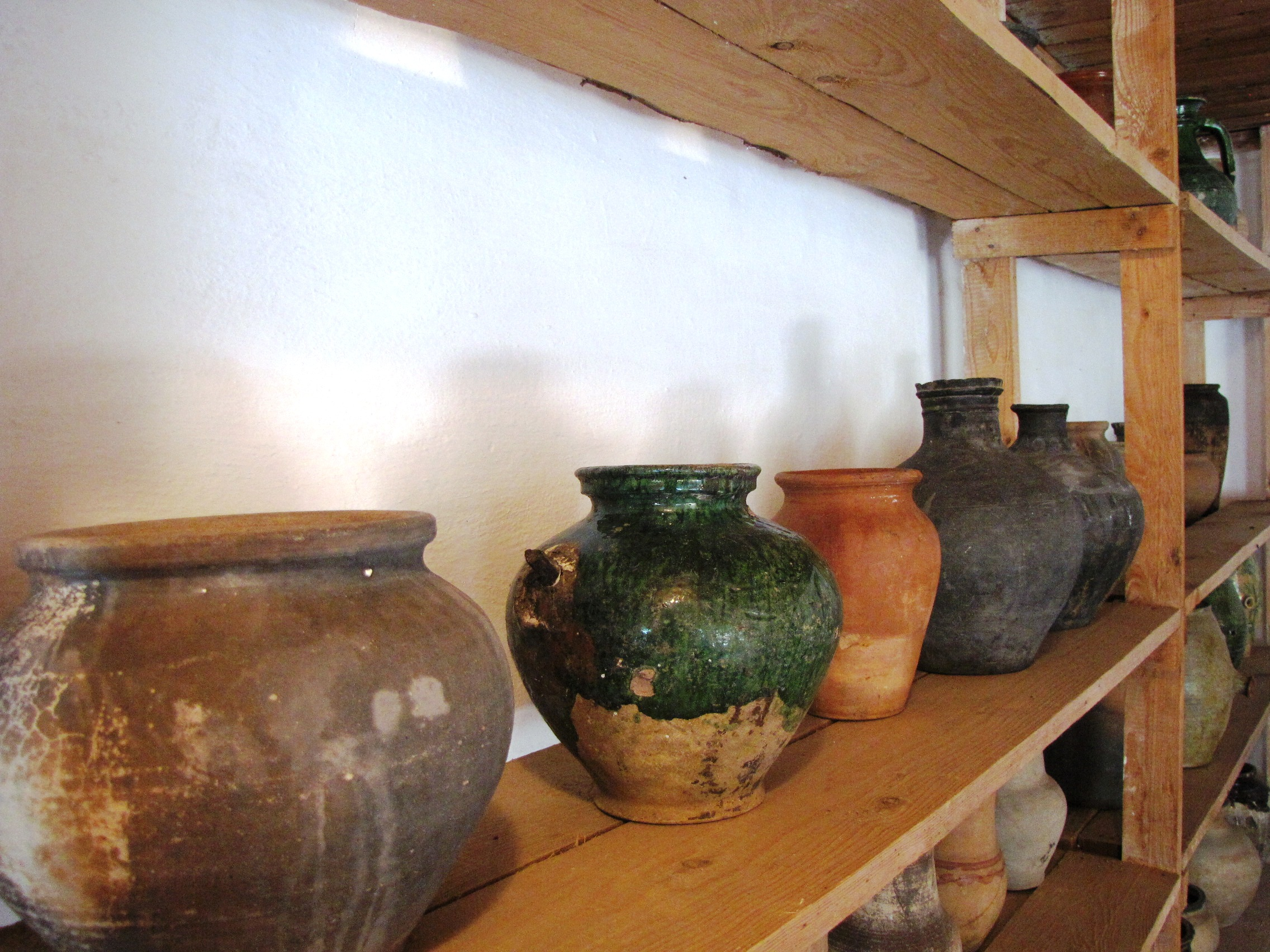
Изделия местного гончарного промысла; Иловлинский музей народной архитектуры и быта

Юрт станицы занимал 115 993 десятины земли (126 722 га). Часть её была в паевом наделе и находилась в пользовании 1663 домохозяев. В среднем, на каждого из них приходилось по 18 десятин (почти 20 га) пахотной земли. Основными занятиями жителей станицы испокон веков были земледелие и скотоводство, но к началу XX века в этих краях уже было довольно широко поставлено гончарное дело, до тех пор не считавшееся почетным — возможно, в начале XIX века этим ремеслом занялись пришлые малороссы из Харьковской губернии, а потом его подхватили и коренные жители. Три станицы (Сиротинская, Ново- и Старогригорьевская) превратились в центры изготовления разнообразной глиняной посуды, которую знали и ценили за сотни километров от этих мест. Лучшие залежи глины белого, свинцового и красного цвета были в окрестностях станицы Сиротинской. До тех самых пор, пока не была обнаружена белая глина в окрестностях станицы Семикаракорской, сиротинской посуде не было равных на Дону.
В «Памятной книжке Области Войска Донского на 1914 год» читаем:

«Деятельность специалиста по керамическому производству выразилась в посещении им местностей, где встречаются залегания глин, пригодных для гончарного производства, причем определена была степень пригодности их для тех или других керамических изделий и были даны советы по устройству печей, как напальных для выжигания грубого керамического товара, так и муфельных для тонкого товара. Ввиду того, что в станице Сиротинской обнаружена глина довольно высокого качества, вполне годная для более изящных керамических изделий, и в виду того, что уже многие казаки занимались гончарным производством, областным правлением Войска Донского были ассигнованы средства на устройство керамической мастерской и открытие при ней курсов по этому производству, которые продолжались в течение трех зимних месяцев. На курсах было семь человек с содержанием от Войска и 10 своекоштных в возрасте от 25 до 54 лет. По окончании курсов курсанты были подвергнуты экзамену, на котором обнаружилась вполне достаточная их подготовка к ведению самостоятельной работы.»

### 1917—1941 гг.

#### Революция и Гражданская война
Февральская революция 1917 года и падение российской монархии ознаменовали конец единоначалия Донского войскового Круга, привели к расколу и поляризации общества и власти. Казаки-фронтовики возвращались на Дон, устав и ожесточившись от ужасов Первой Мировой войны, поначалу не хотели драться с большевиками, прекратившими военные действия против Германии, а первые декреты Советской власти склонили на сторону Советов и беднейшую часть казаков (так называемое «трудовое казачество»).
Начавшиеся убийства, грабежи и насилия, которые творили красногвардейские отряды, передел земли на Дону, а также вступление на территорию области германских войск заставили многих подняться на вооружённую борьбу против советской власти. Однако по информации публициста В. Блазина, среди казаков Сиротинской станицы не было единства в отношении к происходящим событиям, даже несмотря на то, что овраг вблизи станичного кладбища стал местом расстрела не принявших советскую власть казаков:

«В мае 1918 г. в станицу Сиротинскую во главе небольшого отряда прибыл полковник командир 5-й ДКБ Вениамин Алексеевич Греков, решивший провести сход казаков. Он происходил недалеко от Сиротинской Успенской станичной церкви. Выступая перед казаками, Греков рассказывал о зверствах большевиков, призывал казаков бороться с ними, вступать в повстанческий отряд. Перед началом схода Грекову от лица казаков станицы был преподнесен хлеб-соль, которые вручил казак этой станицы Григорий Михайлович Парамонов. О приезде Грекова в станицу знали и большевики Н. Г. Востриков, Субботин и другие. Во время схода двое из них набросились на Грекова с криком: „Вяжи его!“. Тот не растерялся, и, стреляя с двух рук, застрелил Субботина и ещё одного нападавшего большевика. С пулеметных тачанок были даны предупредительные очереди над головами собравшихся. Сход закончился ничем».— Блазин, В. "Донская земля в годы лихолетья"

«На Камышинских хуторах станицы Сиротинской лишь один казак И. В. согласился провести в тыл красных на левый берег Дона отряд того же Грекова, совершивший ряд диверсий на железнодорожной линии Царицын — Поворино».— там же
По воспоминаниям командира Отдельной 14-й Донской конной бригады, генерала А. В. Голубинцева в сентябре-октябре 1919 года его подразделение в окрестностях Сиротинской станицы неоднократно вступало в бои с красными — особо ожесточенные сражения развернулись в районе переправы через Дон у хутора Задоно-Авиловский.
До окончательного установления советской власти станица несколько раз переходила из рук в руки. Были экспроприация, раскулачивание, голод, безвременные смерти. О многом говорит выписка из книги записи отставного военного фельдшера Ивана Федоровича Рубцова:
- 4.07.1919 года покончил с собой Роман Зиновьевич Самохин.
- 3.12.1919 года покончила с собой Мария Карповна Рубцова.
- 21.12.1919 года покончила с собой Евдокия Ивановна Фёдорова.
- 4.03.1920 года покончил с собой Иван Михайлович Цасильев[36].

В 1920 году остатки белых подразделений покинули Средний Дон. В станице Сиротинской окончательно утвердилась советская власть.

#### Изменения в облике станицы

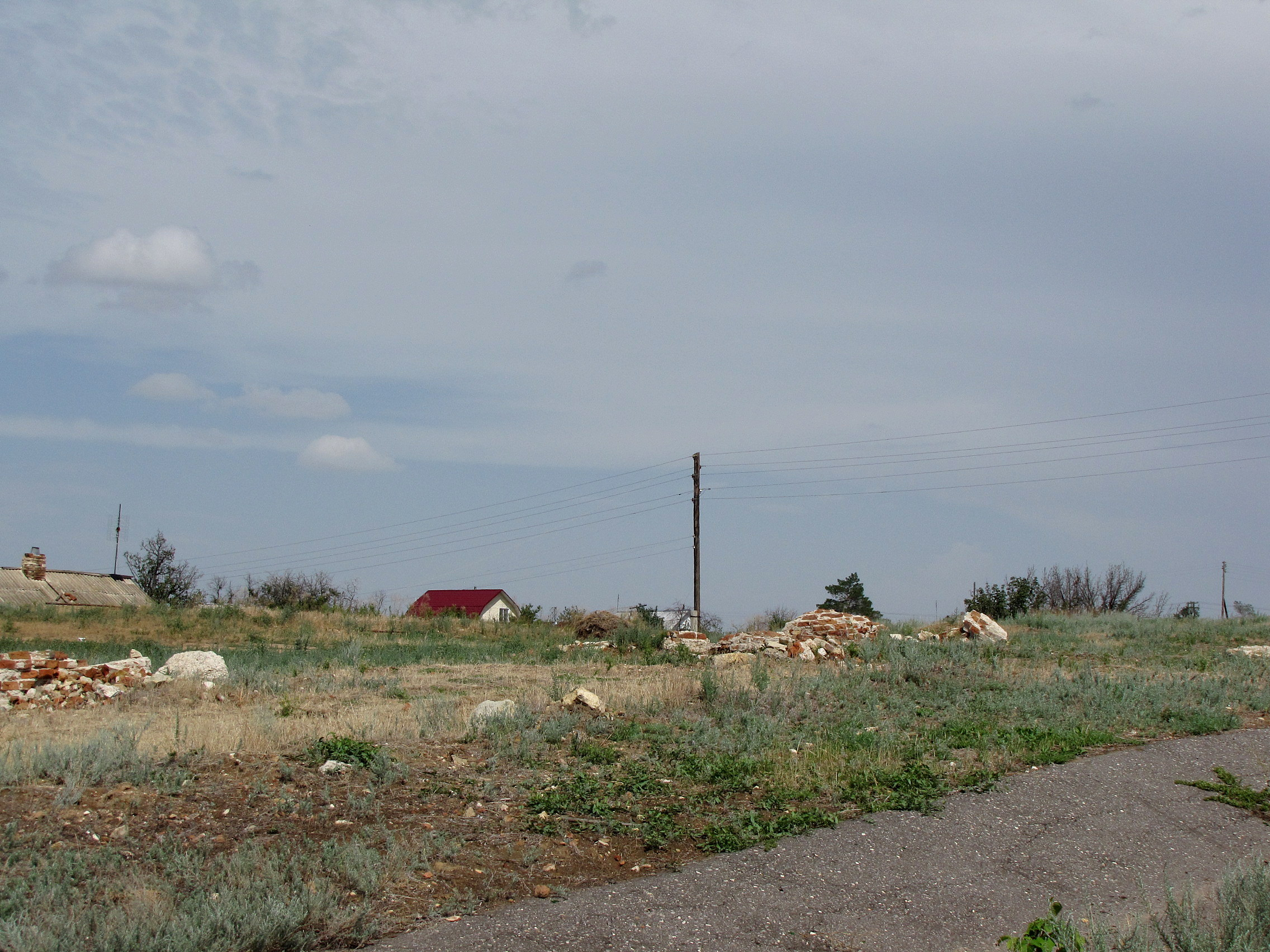
Всё, что сегодня осталось от Успенской церкви

В 20-30-е годы XX века сиротинцы утратили свои храмы, а также все реликвии и святыни, которые в них хранились.
Печальной оказалась участь Варваринской церкви. В 1929 году она была превращена в ссыпной пункт «Коопхлеба». В караулке при храме расположились «контора» и примитивная лаборатория, где анализировали зерно и выписывали квитанции. По воспоминаниям очевидцев, в это время в здании бывшей церкви ещё сохранилась огромная люстра, висевшая на цепи, основание которой уходило под самый купол, и картина Страшного суда, занимавшая всю правую сторону фойе.
В 1931 году церковь отдали под колхозный инкубатор. В 1936 году храм разобрали, а бревна использовали на постройку здания райисполкома. Однако едва оно было закончено, как сгорело в результате пожара. Судьба Успенской церкви тоже незавидна — в 1938 году с неё были сняты купола, надстроили двухскатную крышу, а затем приспособили под клуб с двумя фойе, большой сценой и закулисной частью. В период боев за станицу в 1942 году клуб был поврежден артиллерийским огнём. Позже стены были разобраны для строительства здания МТС и местными жителями — на печи.

#### Административно-территориальное деление в 20—30-х гг.
25 января 1935 года ст. Сиротинская становится административным центром Сиротинского района Сталинградского края. В состав Сиротинского района вошли 13 сельсовета и 44 населённых пункта.
С созданием Сталинградской области 5 декабря 1936 года Сиротинский район вошёл в её состав.
В соответствии с «Алфавитным списком населенных пунктов по районам Сталинградской области на 1939 год» в Сиротинском районе числились следующие населенные пункты:
х. Акимовский, х. Бирючков, х. Больше-Перекопка, п. Пос. Венцы, х. Верхний Акатов, х. Верхний Герасимов, х. Глазковский, х. Голубинка, х. Голубинский, х. Дубовой, х. Задоно-Авиловский, х. Зимовейский, х. Зимовной, х. Каменский, х. Камышинка, х. Караицкий, х. Кисляки, х. Колягин, х. Красная Дубровка, х. Куборожный, х. Лаптев, х. Липовый, х. Лучки, х. Нижний Акатов, х. Нижний Герсимов, ст. Ново-Григорьевская, ст. Островская, х. Перепольный, х. Подгорский, х. Рановский, х. Репин, х. Родионов, х. Родники, ст. Сиротино, ст. Старо-Григорьевка, х. Теплый, х. Хлебенский, х. Хмелевский, х. Хохлачев, х. Шохин, х. Яблонский.

### Великая Отечественная война 1941—1945 гг.
Великая Отечественная война 1941—1945 гг. вписала одну из самых страшных, но и самых славных страниц в историю Сиротинской станицы. Сюда, в стратегически важную точку излучины Дона, пришёлся главный удар 6-й армии Паулюса, прорывавшейся к Сталинграду.
13 августа 1942 года немцы заняли Сиротинскую станицу:

«Мы все время вели наступательные бои, стремясь выбить неприятеля из главного опорного пункта их обороны — станицы Сиротинской или, на худой конец, блокировать его. Противник придавал большое значение этому узлу обороны по двум причинам. Во-первых, ведя наступление из Сиротинской, гитлеровцам легче всего было ликвидировать наш плацдарм между Сиротинской и Клетской, мешавший армии Паулюса, которая рвалась на Сталинград. Во-вторых, Сиротинский узел обороны прикрывал тылы паулюсовской армии. Фашисты хорошо понимали, что с потерей этой станицы их войска оказались бы под тяжелым фланговым ударом. Поэтому они держали здесь значительные силы».— Крылов В. А. Обыкновенные гвардейцы
Контрудар было поручено нанести прибывшей из резерва 1-й гвардейской армии, в составе которой были 37, 38, 39, 40 и 41-я гвардейские стрелковые дивизии, сформированные на основе воздушно-десантных корпусов. Их личный состав подбирался из настоящих бойцов, прошедших хорошую подготовку, однако бывшие парашютисты в большинстве своем не имели боевого опыта. Кроме того, армия не успела закончить сосредоточение, испытывала недостаток боеприпасов и прочего снабжения.
Между тем, времени на подготовку не было. 16-17 августа дивизии начали прибывать на рубеж. Они ещё не успели закончить формирование, но должны были сразу же вступить в бои, любой ценой удерживая Сиротинский плацдарм в малой излучине Дона:

«Это был какой-то кошмар: немцы жмут, засыпают нас свинцом, гранатами, вокруг сотни неубранных трупов, вонь адская, завалены овраги разложившимися телами, а мы, худые, оборванные, изможденные голодом, шатаясь, ползем на карачках вверх на высоты…».— Из воспоминаний Героя Советского Союза, бойца 41-й стрелковой дивизии Мирошникова И. К.

#### Высота 180,9

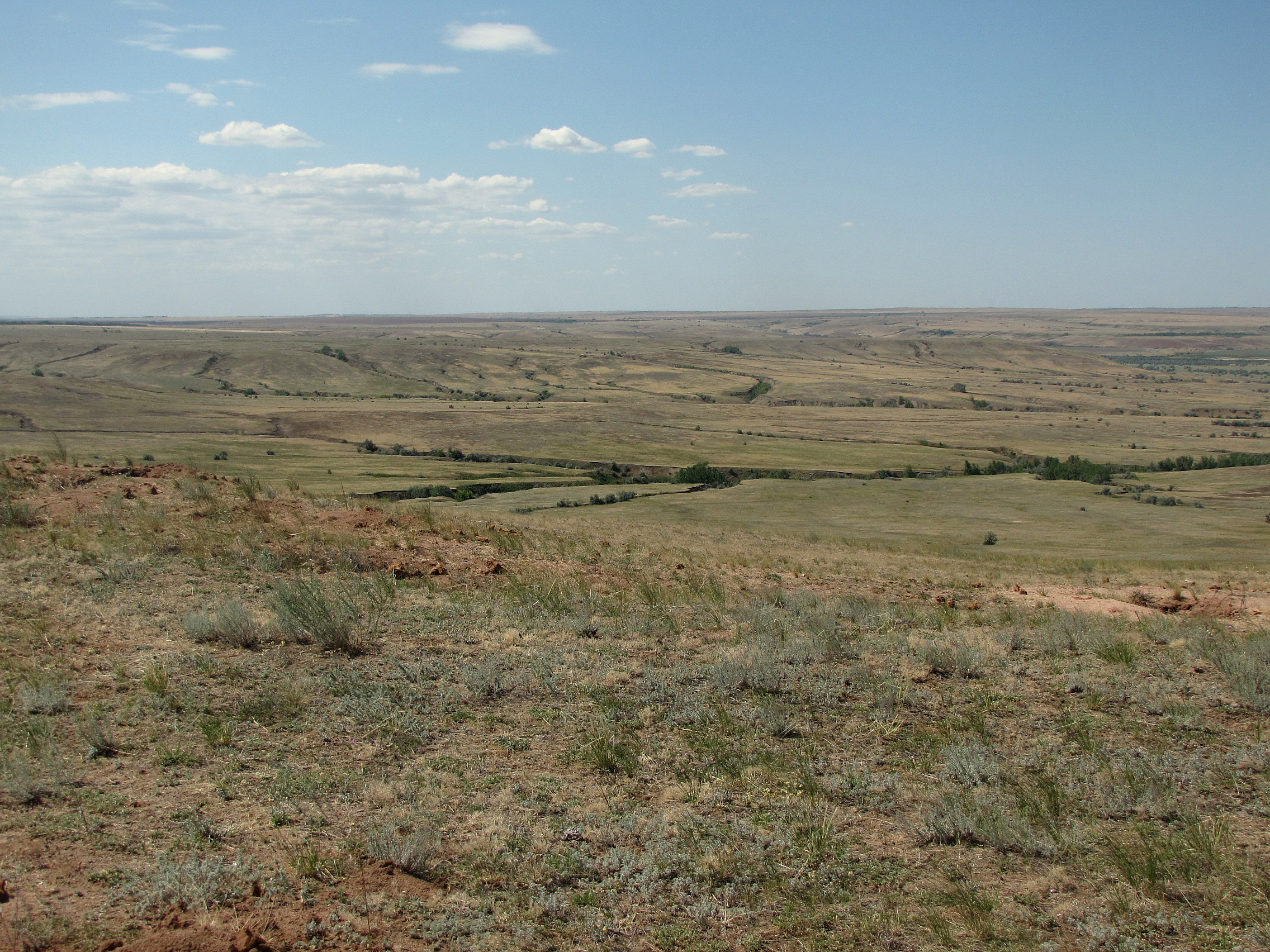
Высота 180,9. Остатки окопов

40-я гвардейская стрелковая дивизия под командованием генерал-майора А. И. Пастревича заняла позиции по фронту 12 километров ст. Сиротинская — х. Шохин — ст. Старогригорьевская. 16 августа 119-й дивизионный стрелковый полк контратаковал полк 16-й мотострелковой дивизии итальянцев и отбил Сиротинскую. Но командир дивизии, против которой было задействовано до 5 дивизий противника, приказал Сиротинскую оставить и отойти для укрепления позиций на высоте 180,9.
Высота 180.9 расположена в 2 километрах к западу от станицы, возле хутора Дубового. Она господствует над окружающей местностью, позволяя просматривать позиции и подходы к ним на много километров вокруг. Закрепившись на этой высоте, 40-я дивизия серьёзно усилила бы свои оборонительные позиции и уменьшила шансы врага на ликвидацию советского плацдарма на правом берегу Дона.

#### Подвиг взвода гвардейцев под командованием В. Д. Кочеткова
19 августа 1942 года. Стрелковый взвод 111-го гвардейского стрелкового полка под командованием младшего лейтенанта В. Д. Кочеткова уже несколько дней держал оборону на северо-западном склоне высоты 180,9:

Свыше десяти атак мы отразили и еле дотянули до ночи. Осталась нас в живых горсточка — шестнадцать человек.— Из воспоминаний Героя Советского Союза, бойца 40-й стрелковой дивизии И. К. Мирошникова
К этому моменту почти все гвардейцы были ранены. В этот критический момент и появились немецкие танки. А у взвода не было ни одного противотанкового ружья…
И. К. Мирошников позже писал:

«Никогда не забуду этой страшной минуты! Натужно ревут моторы танков, бьют пушки, орут пьяные фрицы… Лавина металла буквально пашет гребень высоты, горит полынь… А мы лежим, вдавив горячие тела в землю, ждем, затаив дыхание. Лишь изредка послышится чей-то предсмертный вскрик и тут же оборвется. И, как назло, в эту минуту глохнет наш пулемет: убит парень. За пулемет ложится Кочетков и тут же никнет: пуля попадает ему в лицо».— Из воспоминаний Героя Советского Союза, бойца 40-й стрелковой дивизии И. К. Мирошникова
Они могли укрыться в окопе, могли спастись в овраге. Но это значило отдать рубеж врагу, открыть ему путь к Волге. Шестнадцать гвардейцев-кочетковцев решили ценой собственных жизней не допустить этого. По примеру сержанта М. А. Шуктомова они один за одним со связками гранат бросались под гусеницы вражеских танков:

«Кочетков, почти ослепший, истёкший кровью, не мог уже подать команды, и взрыв шуктомовских гранат был последним сигналом на последнюю атаку. Он поднял из воронок, заваленных окопов всех, кто ещё дышал, — со связками гранат, с последним патроном в винтовке, — они тоже поползли навстречу танкам. Медленно, с трудом полз и Кочетков…»
— Из воспоминаний Героя Советского Союза, бойца 40-й стрелковой дивизии И. К. Мирошникова

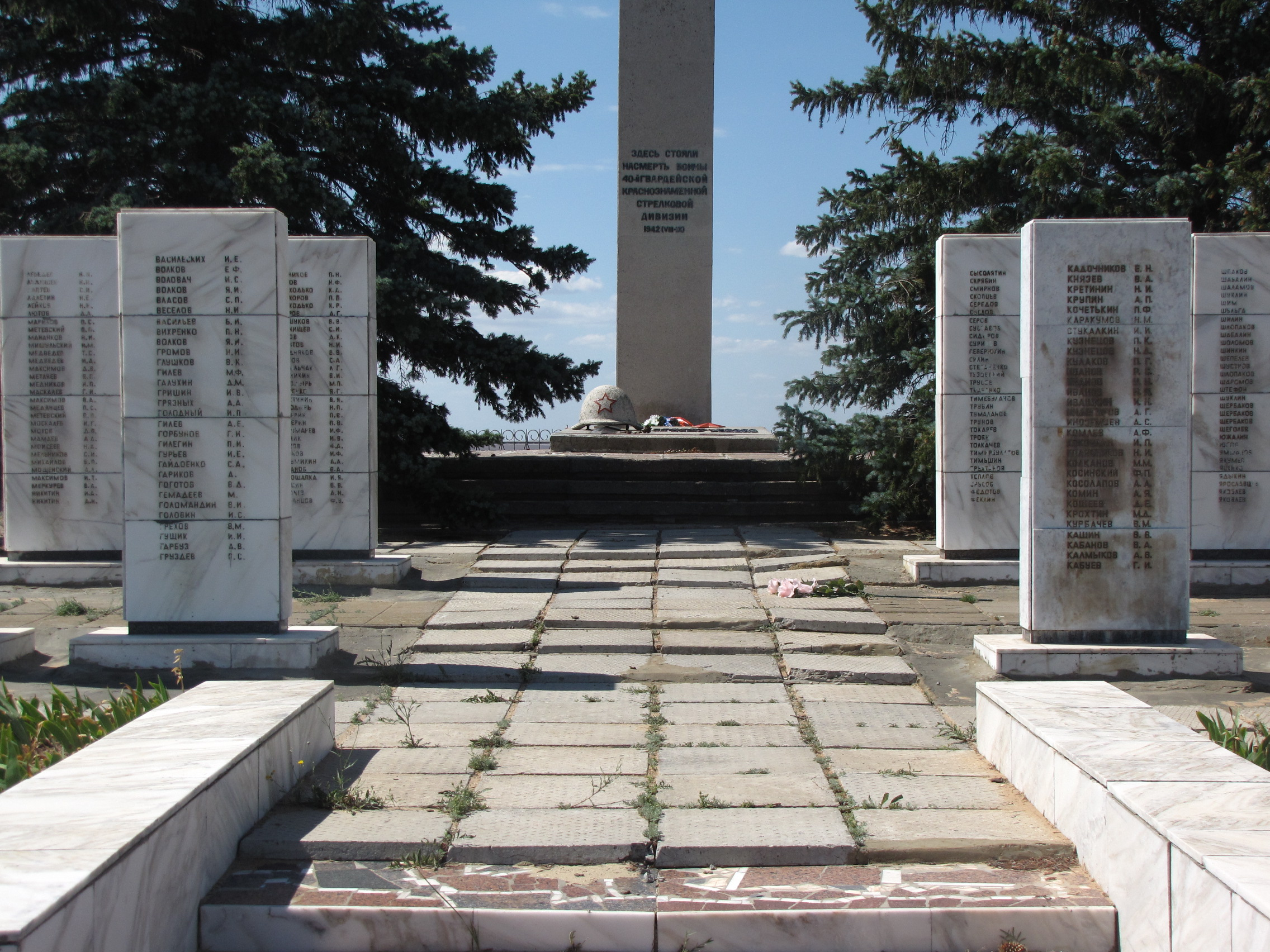
Мемориальный комплекс на высоте 180,9

Только ценой больших потерь — когда подошло подкрепление, склоны высоты были покрыты трупами немецких солдат и офицеров, горело шесть танков — противник овладел высотой. Из всего взвода выжило только 2 человека — Н. И. Бурдин, который тяжело раненым попал в госпиталь, снова воевал и дошёл до Берлина, а также И. К. Мирошников, попавший в плен, бежавший, а впоследствии ставший Героем Советского Союза.
За проявленные доблесть и мужество гвардии младший лейтенант В. Д. Кочетков и ещё 5 бойцов посмертно награждены орденом Ленина, 10 бойцов награждены орденом Красного Знамени. Имя Кочеткова Василия Дмитриевича увековечено на мемориальной плите памятника-ансамбля «Героям Сталинградской битвы» на Мамаевом кургане, а также в названии одной из улиц станицы Сиротинской.
Кочетковцы, как и сотни других бойцов 40-й стрелковой дивизии, похоронены на высоте 180,9. В 1969 году на братской могиле установлены монумент и памятная плита. На монументе высечено: «Здесь стояли насмерть воины 40-й гвардейской краснознаменной стрелковой дивизии. 1942 год (VIII—IX)». Надпись на памятной плите гласит: «ВЕЧНАЯ СЛАВА ГВАРДЕЙЦАМ-КОЧЕТКОВЦАМ, ПАВШИМ В БОЯХ ЗА НАШУ РОДИНУ».
В 1983 году мемориальный комплекс дополнили мраморные стелы, на которых золотом высечено 447 фамилий гвардейцев 40-й дивизии, погибших в боях за высоту.

#### Подвиг капитана А. А. Кузнецова
20 августа 1942 года батальон 119-го гвардейского стрелкового полка 40-й гвардейской стрелковой дивизии 1-й гвардейской армии под командованием капитана А. А. Кузнецова получил приказ захватить высоту 180,9, которую накануне героически защищал взвод лейтенанта В. Д. Кочеткова. Ночью того же дня батальон успешно выполнил боевую задачу. Когда утром 21 августа немецкие войска предприняли контратаку шестнадцатью танками, бойцы батальона стойко держались, уничтожив несколько машин. За последующий день батальон отразил 17 немецких контратак, уничтожив 11 танков и около батальона вражеской пехоты. Во время очередной контратаки Кузнецов лично уничтожил 3 танка противника, но и сам получил смертельное ранение.

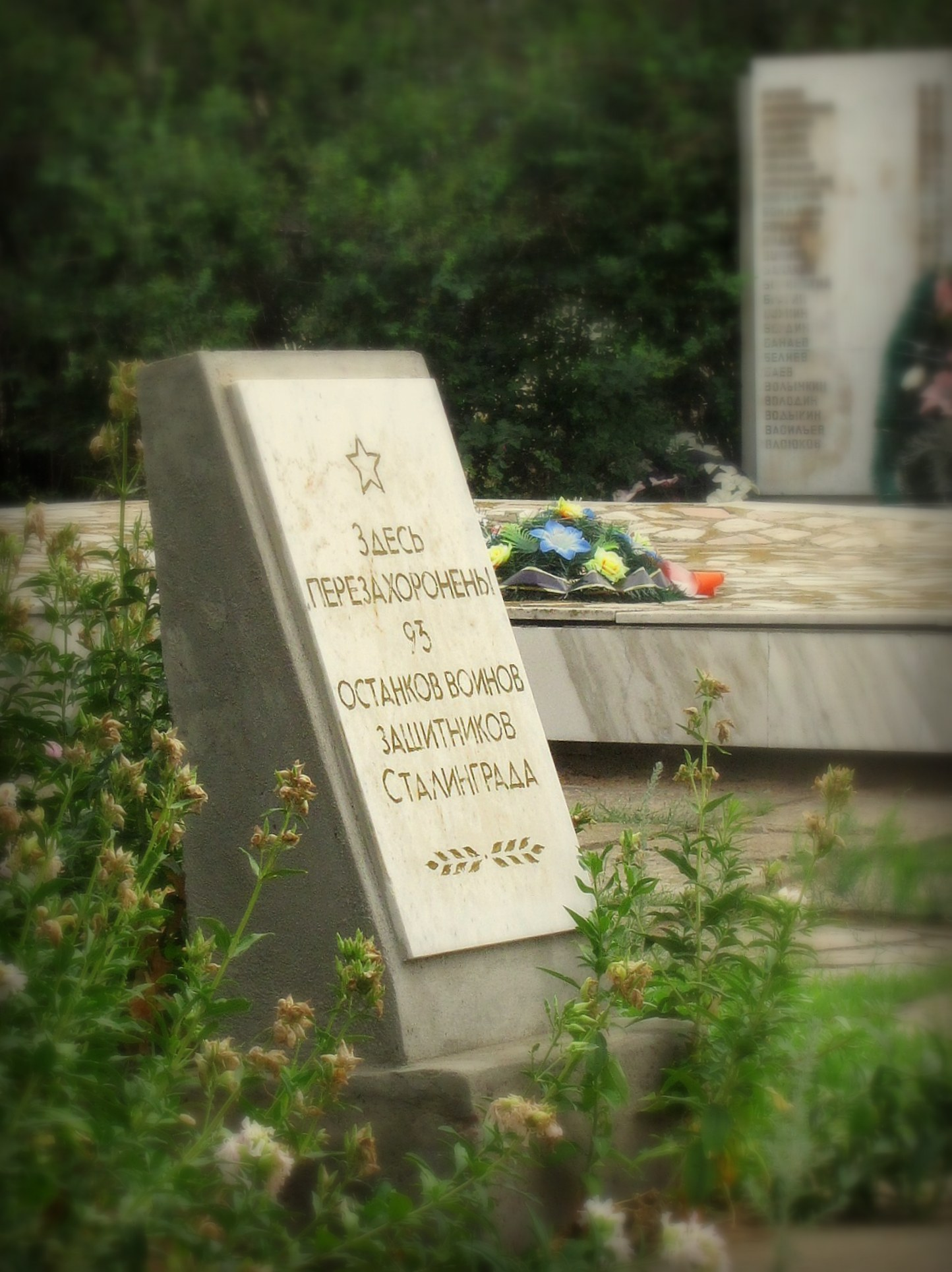
Братская могила 40-й гвардейской стрелковой дивизии в станице Сиротинской

Указом Президиума Верховного Совета СССР от 2 декабря 1942 года за «образцовое выполнение боевых заданий командования на фронте борьбы с немецко-фашистскими захватчиками и проявленные при этом отвагу и геройство» гвардии капитан Александр Кузнецов посмертно был удостоен высокого звания Героя Советского Союза. Также посмертно был награждён орденом Ленина. Навечно зачислен в списки личного состава воинской части.
Капитан А. А. Кузнецов похоронен в братской могиле бойцов 40-й гвардейской стрелковой дивизии в станице Сиротинской. В честь Кузнецова названы школы в Великом Устюге и Волгограде, установлена плита на Мамаевом кургане. Именем капитана А. А. Кузнецова названа улица в станице Сиротинской.
Немецкая версия
Наступление в районе Сиротинской вел 160-й танковый батальон 60-й моторизованной дивизии (ком. полк. Hohn). Бой за высоту 180,9 (21 августа 1942) в журнале боевых действий не отмечен. В этот день потери батальона составили четыре человека, включая раненных. Потерь в танках не отмечено. Один танк прибыл из ремонта.

### 1945—2000 гг.
12 марта 1951 года указом президиума Верховного Совета РСФСР Сиротинский район был ликвидирован с передачей его территории в состав Иловлинского, Качалинского и Логовского районов. Станица Сиротинская вошла в состав последнего. В 1961 году в результате расформирования Логовского района Сиротинская станица стала относиться к Клетскому району. С 1965 года — к Иловлинскому.

## Население
Динамика численности населения по годам:
| 1859 | 1873 | 1897 | 1915 | 1939 | 2002 |
| ---- | ---- | ---- | ---- | ---- | ---- |
| 2561 | 1658 | 1987 | 1645 | 1896 | 946  |

| 1873 | 1900  | 2010 | 2011  |
| ---- | ----- | ---- | ----- |
| 1734 | ↗2000 | ↘892 | ↗1445 |

## Современность
В станице есть детский сад, средняя общеобразовательная школа, поликлиника, несколько магазинов, аптека.
На базе средней общеобразовательной школы работает музей, в котором представлена коллекция экспонатов, иллюстрирующих историю станицы.
Сиротинский дом культуры ежегодно принимает турнир по волейболу среди мужских команд района и области, посвященный годовщине Победы в Сталинградской битве.
11 июня 2013 года станица в качестве самого многонационального поселения Иловлинского района стала местом проведения фестиваля «Многоликая Русь», приуроченного к празднованию Дня России.
Достопримечательности и туризм

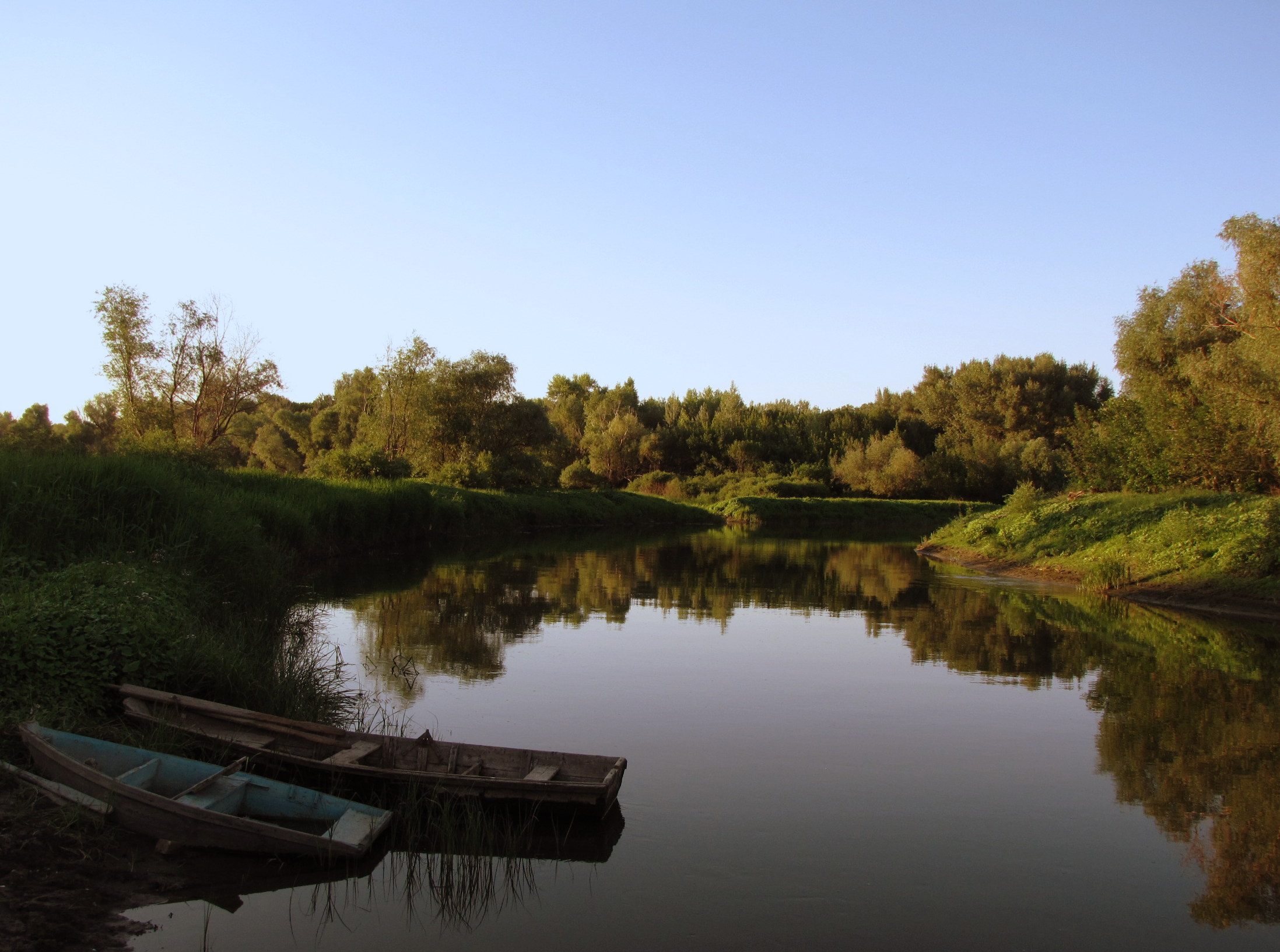
Плёсы в излучине Дона

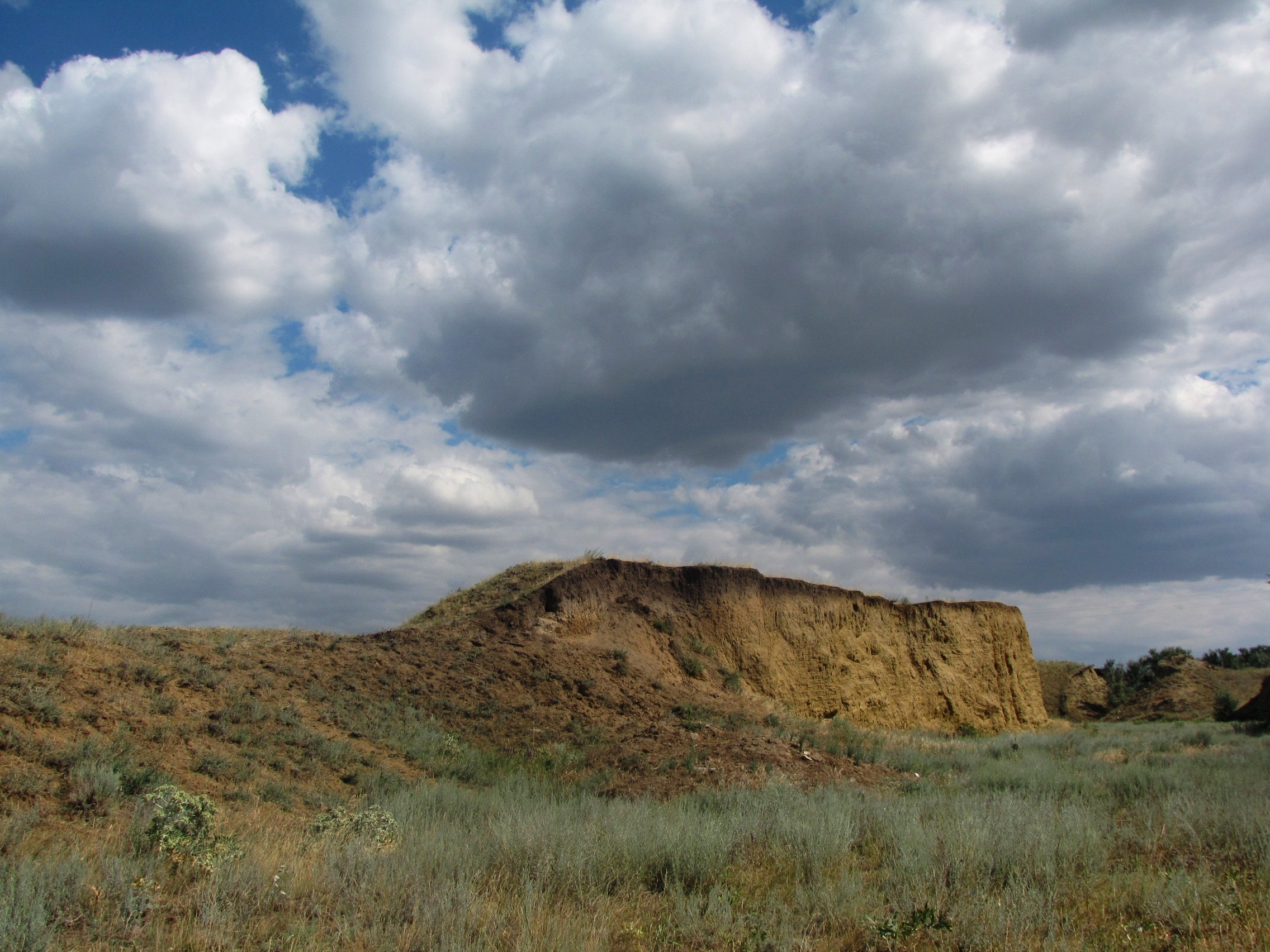
В степи

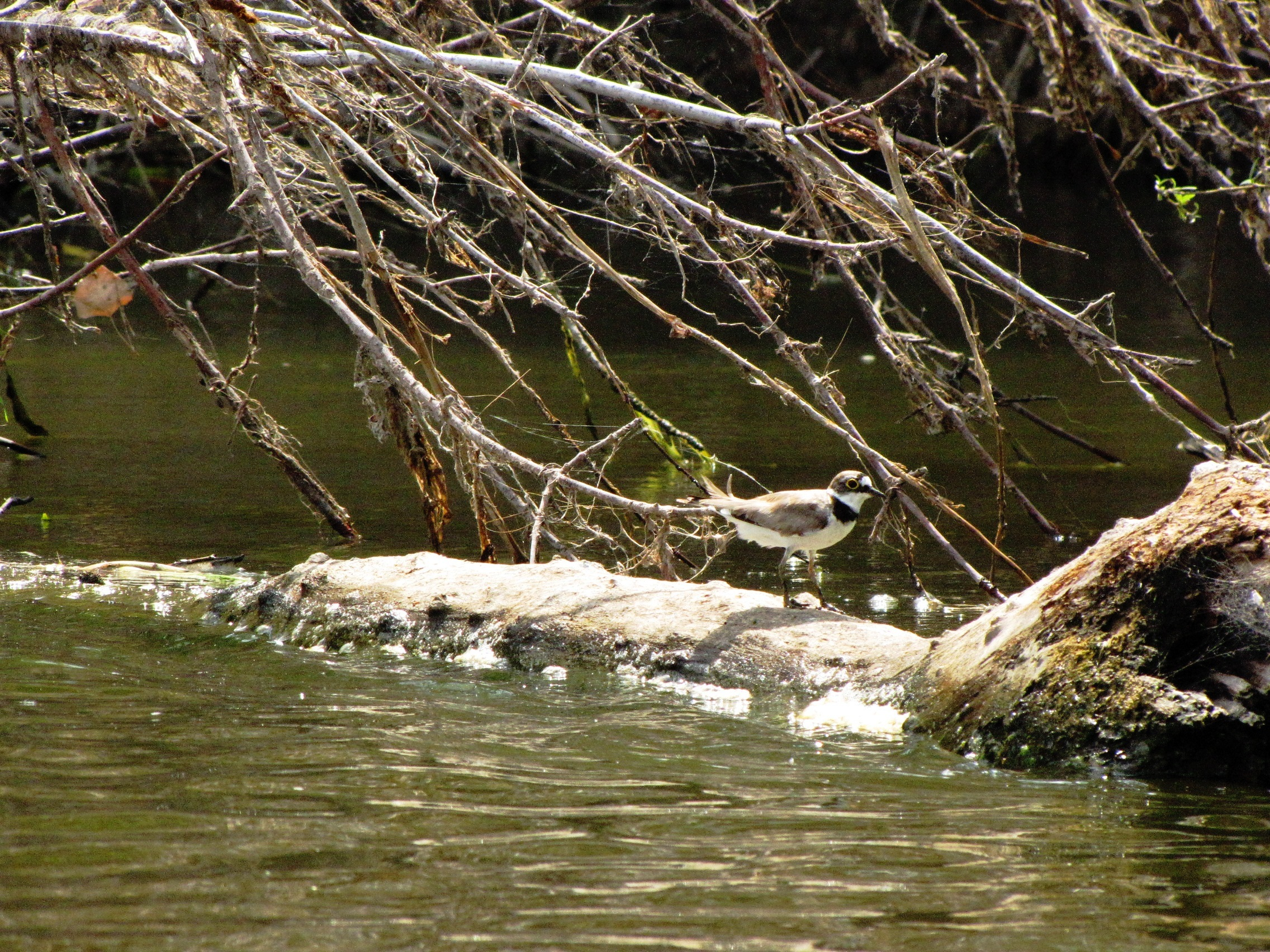
Окрестности станицы являются местом обитания множества биологических видов

В станице Сиротинской и её окрестностях расположены:
1. Памятники природы:
- Малая излучина реки Дон
- Самые высокие меловые горы в Европе и причудливые выходы осадочных пород

- Плато Венцы

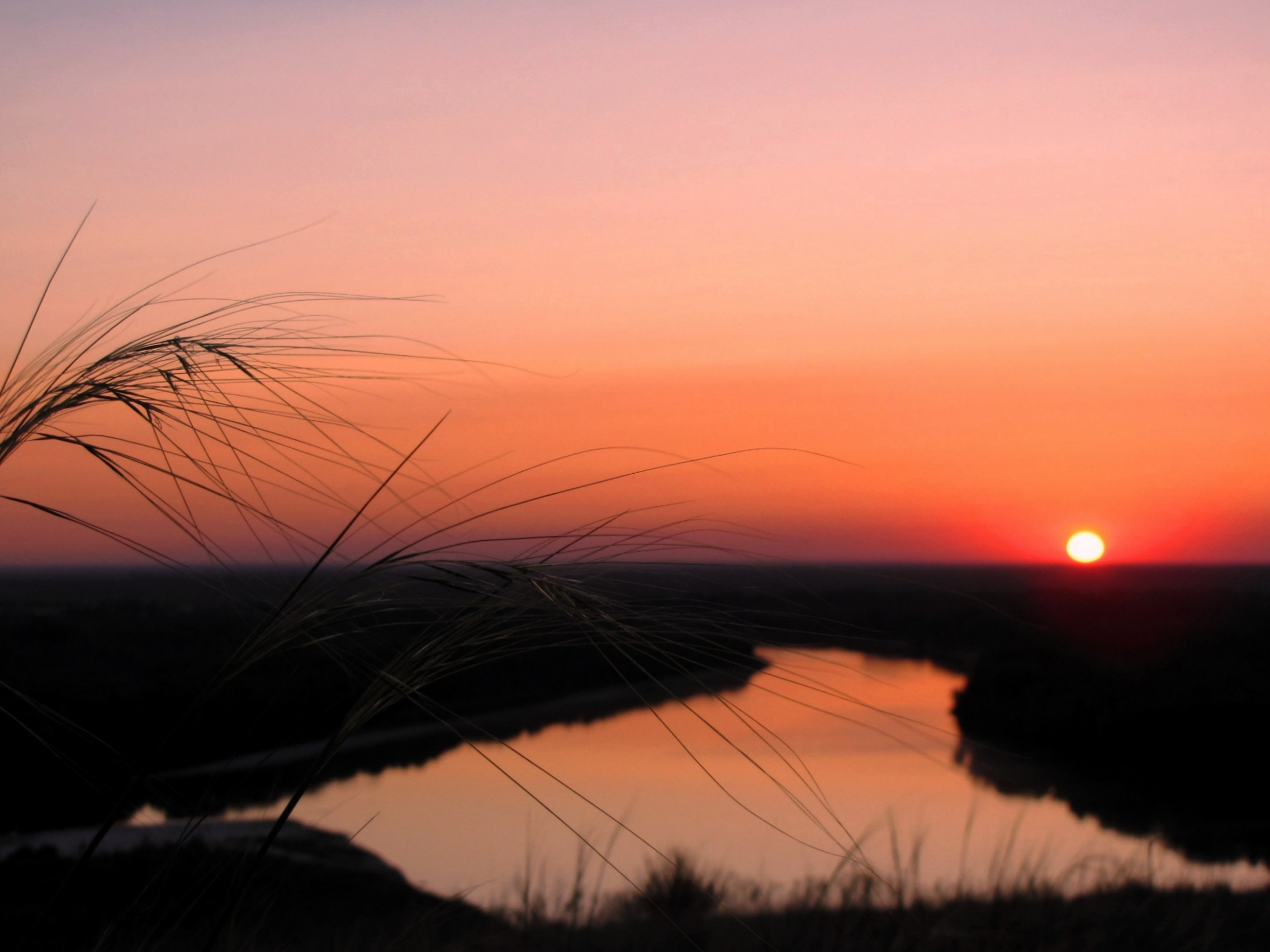
Закат на дону. Вид из станицы Сиротинской.

- Источник Сорока Севастийских мучеников (х. Камышинский)
- Уникальные природные комплексы — малонарушенные типчаково-ковыльные степи, заливные луга, пойменные и нагорные леса
- Неповторимая флора и фауна, редкие и находящиеся под угрозой исчезновения виды растений и животных

2. Объекты археологического и исторического наследия:
- Напротив станицы, на противоположном берегу Дона, расположен хутор Белужино-Колдаиров, где находится уникальный археологический комплекс — древний курганный могильник, датируемый III тыс. до н. э. — XV в. н. э.
- Древние поселения и могильник возле бывшего хутора Задоно-Авиловский
- Курганная группа «Дубовой I»
- Курганные могильники «Хмелевой I» и «Хмелевой II»
- Курганная группа «Камышинский-93» расположена в окрестностях хутора Камышинский. Исследована одна насыпь экспедицией Волгоградского государственного университета под руководством А. Н. Дьяченко. Курган датирован эпохой позднего бронзового века[54].
- Погребение возле хутора Зимовский
- Разрушенное погребение срубной культуры, обнаруженное в 1988 г. в песчаном карьере у станицы Сиротинской[55].
- Сиротская пустынь в окрестностях х. Подгорский
- Места обитания казачьей вольницы — Булавинская балка, курганы Стожень и Выкупной

3. Места боёв и памятники Великой Отечественной войны:
- Братская могила 40-й гвардейской стрелковой дивизии (ст. Сиротинская)
- Памятный знак «Поле Солдатской Славы» — воинам-землякам, погибшим в годы Великой Отечественной войны (ст. Сиротинская)
- Мемориальный комплекс и поклонный крест на высоте 180,9
- Братская могила советских воинов, погибших в дни Сталинградской битвы (х. Шохинский)
- Обелиск на могиле майора А. М. Куликова (х. Белужино-Колдаиров)
- Памятный знак на месте переправы через р. Дон в дни Сталинградской битвы (х. Белужино-Колдаиров).